# دیوید نوریس (سیاستمدار)
دیوید پاتریک برنارد نوریس (انگلیسی: David Patrick Bernard Norris؛ زادهٔ ۳۱ ژوئیهٔ ۱۹۴۴) محقق، سناتور مستقل، سیاست‌مدار و فعال حقوق مدنی اهل کشور ایرلند است. وی همجنسگرا می‌باشد.